# Co tydzień niedziela
Co tydzień niedziela (cz. Pět z milionu) – czechosłowacki czarno-biały dramat filmowy z 1959 roku w reżyserii Zbynka Brynycha. Zdjęcia kręcono w Pradze. 

## Obsada
- Jaroslav Marvan jako majster Karpíšek
- Jan Tříska jako praktykant Vašek Janura
- František Kreuzmann jako emeryt Hanousek
- Hermína Vojtová jako sąsiadka Čeledová
- Josef Beyvl jako listonosz Fiala
- Bedřich Bozděch jako emeryt
- Josef Bláha jako Frantík, syn Hanouska
- Viola Zinková jako synowa Hanouska
- Hanuš Bor jako Petřík, wnuk Hanouska
- Jiří Mikota jako Král, szef Frantíka
- Jan Čuřík jako kamerzysta przy filmowaniu
- Václav Wasserman jako reżyser przy filmowaniu
- Zbyněk Brynych jako człowiek w rejestrze
- Valentina Thielová jako Dáša Jiroušková
- Vlastimil Brodský jako Jiří, mąż Dášy
- Svatopluk Skládal jako pásek w Parku Kultury
- Otakar Skalski jako kumpel páska
- Zdeněk Řehoř jako mężczyzna z bukietem
- Fanda Mrázek jako akordeonista Vilda
- Eman Fiala jako skrzypek Martin
- Anna Melíšková jako karczmarka
- Vlastimil Hašek jako Honza Hašek, pan młody
- Miriam Hynková jako Eva Hašková, panna młoda
- Libuše Švormová jako gość ślubny
- František Husák jako gość ślubny
- Vladimír Jedenáctík jako gość ślubny
- Karla Chadimová jako Kateřina Pešková
- Luděk Munzar jako Karel Hodek
- Marie Marešová jako Pešková, matka Kateřiny
- Eva Svobodová jako Hodková, matka Karela
- Alena Procházková jako Alena
- František Vláčil jako włóczęga Franta
- Jiří Krampol jako włóczęga
- Jiřina Bílá jako ciotka